# アンソニー・グラフトン
アンソニー・トーマス・グラフトン (Anthony Thomas Grafton, 1950年5月21日 - ) は、アメリカ合衆国の歴史学者。専門はルネサンス期・初期近代の人文主義、科学史、史学史、書物の歴史など。1990年代以降の人文学における「インテレクチュアル・ヒストリー」の中心人物。
プリンストン大学教授、アメリカ歴史学会会長などを歴任。イギリス学士院客員会員、アメリカ芸術科学アカデミー会員。2002年バルザン賞受賞。

## 経歴
1950年5月21日、コネチカット州ニューヘイブン出身。フィリップス・アカデミー・アンドーヴァー卒業生。
1971年、シカゴ大学で歴史学の学士号取得。翌1972年、修士号取得。1973年から1974年、ロンドン大学に留学し、アルナルド・モミリアーノの指導のもとウォーバーグ研究所を利用してヨセフス・スカリゲルについての博士論文を執筆、1975年、シカゴ大学でPh.D.取得。以降もウォーバーグ研究所と繋がりを持ち続ける。
同1975年、コーネル大学で講義を受け持った後、プリンストン大学にポストを得る。以降プリンストン大学に所属している。
1996年には、オックスフォード大学のコーパス・クリスティ・カレッジでイライアス・ロウ講義を務める。2007年からは、1940年創刊の学術雑誌『Journal of the History of Ideas』の編集委員を務める。2011年から2012年には、アメリカ歴史学会会長を務める。

## 学問・人物
ルネサンス期・初期近代の文献学史・古典学史・史学史・科学史の研究で知られる。例えば主著の『テクストの擁護者たち』では、リチャード・ベントリー、ポリツィアーノ、ヴィテルボのアンニウス、ヨセフス・スカリゲル、カゾボン、ヘルメス文書、『シビュラの託宣』、ヨハネス・ケプラー、ラ・ペイレール、フリードリヒ・アウグスト・ヴォルフなどを論じている。また、アルベルティ、カルダーノについての専著がある。
また、リサ・ジャーディンと共同で、ルネサンス期の教育における偽史・歴史修正主義についてや、ガブリエル・ハーベイの読書における書き入れ（マルジナリア）について研究している。書き入れや脚注 (footnote) の歴史については単著も出している。その他、『ニュー・リパブリック』、『アメリカン・スカラー』、『ニューヨーク・レビュー・オブ・ブックス』などで様々なトピックについて寄稿している。同僚に中国文献学史の研究者ベンジャミン・エルマンがいる。
自宅に回転式書見台を所有している。

## 受賞
- Los Angeles Times Book Prize, History, 1993年
- バルザン賞 (Balzan Prize) for History of the Humanities, 2002年
- アメリカ芸術科学アカデミー 会員、2002年選出[14]
- イギリス学士院 客員会員、1997年選出[15]
- ライデン大学 名誉学位、2006年[16]
- オックスフォード大学 名誉学位、2013年[17]
- シカゴ大学 The Sigmund H. Danziger, Jr. Memorial Lecture in the Humanities、2011年
- Rome Prize
- プール・ル・メリット勲章
- グッゲンハイム・フェロー
- Berlin-Brandenburg Academy of Sciences and Humanities

## 主な著作

### 日本語訳
- Defenders of the Text: The Traditions of Scholarship in the Age of Science, 1450–1800 (Cambridge, Massachusetts: Harvard University Press, 1991).
  - 『テクストの擁護者たち: 近代ヨーロッパにおける人文学の誕生』ヒロ・ヒライ監訳・解題、福西亮輔訳、勁草書房〈bibliotheca hermetica叢書〉、2015年。ISBN 978-4-326-14828-8
- "Le lecteur humaniste". Histoire de la lecture dans le monde occidental (Paris: Seuil, 1997).
  - 「人文主義者が読む」片山英男訳、『読むことの歴史: ヨーロッパ読書史』ロジェ・シャルチエ；グリエルモ・カヴァッロ（英語版）編、田村毅ほか訳、大修館書店、2000年、ISBN 4469250643
- Cardano's Cosmos: The Worlds and Works of a Renaissance Astrologer (Cambridge, Massachusetts: Harvard University Press, 1999).
  - 『カルダーノのコスモス: ルネサンスの占星術師』榎本恵美子；山本啓二訳、勁草書房、2007年。ISBN 978-4-326-10175-7
- Leon Battista Alberti: Master Builder of the Italian Renaissance (Cambridge, Massachusetts: Harvard University Press, 2000).
  - 『アルベルティ: イタリア・ルネサンスの構築者』森雅彦；足達薫；石澤靖典；佐々木千佳訳、白水社、2012年。ISBN 9784560082416